# مؤلف رسائل بولس

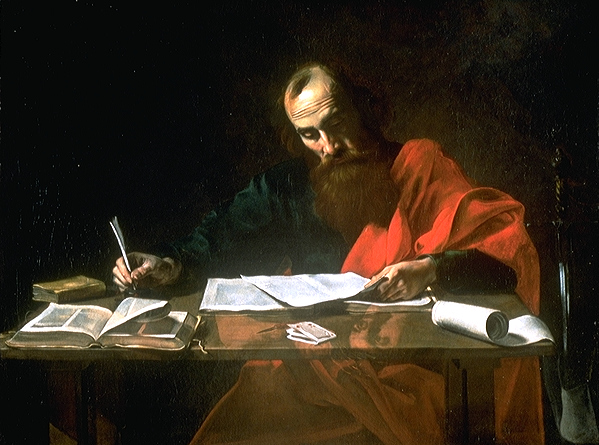

رسائل بولس هي أربعة عشر رسالة في العهد الجديد تنسب تقليديا إلى بولس الطرطوسي، على الرغم من أن العديد يعترضون على نسب بعضها له، خصوصا الرسالة إلى العبرانيين.
هناك ما يشبه الإجماع في الآراء الحديثة لباحثي العهد الجديد على تأليف بولس لمجموعة معينة نادرا ما يتم التنازع حولها: أهل روما، 1 و2 كورنثوس، غلاطية، فيلبي، 1 تسالونيكي، فليمون. عدة رسائل إضافية تحمل اسم بولس هناك اختلاف عليها بين العلماء وهي أفسس، كولوسي، 2 تسالونيكي، 1 و2 تيموثاوس وتيطس. الرأي العلمي هو انقسام حاد حول ما إذا كانت كل من كولوسي و2 تسالونيكي هي رسائل حقيقية من تأليف بولس. الرسائل الأربعة المتبقية المطعون فيها: -أفسس، وكذلك الثلاثة المعروفين باسم الرسائل الرعوية (1 و2 تيموثاوس وتيطس) – قد وصفت بأنها مؤلفات منحولة (منسوبة لغير صاحبها) من أغلب العلماء. وقد اقترح بعض العلماء أن بولس قد استخدم amanuensis، أو سكرتير في كتابة هذه الرسائل المتنازع عليها. بينما وفقا لتيموثي فريك، وبيتر غاندي، فقد حدث تزوير لها بعد وفاة بولس في محاولة من الكنيسة لضم أنصار بولس الغنوصيين وقلب الحجج الواردة في الرسائل الأخرى على رؤوسهم.
هناك نوعان من الأمثلة على الرسائل المكتوبة باسم بولس التي ليست من رسائل العهد الجديد، وهي: الرسالة إلى Laodiceans و3 كورنثوس.
الرسالة إلى العبرانيين هي في الواقع مجهولة المؤلف، لكنها كانت تقليديا منسوبة إلى بولس. أب الكنيسة أوريجانوس في الإسكندرية رفض فكرة تأليف بولس للعبرانيين وبدلا من ذلك أكد أنه على الرغم من أن الأفكار المذكورة في هذه الرسالة هي بولسية، الرسالة نفسها قد تم كتابتها من قبل شخص آخر. معظم العلماء الحديثين بصفة عامة يتفقون على أن العبرانيين لم تكتب من قبل بولس. تم اقتراح مؤلفين آخرين محتملين.
| الحالة           | التصنيف(3:10)                             | الرسالة                                                                     |
| ---------------- | ----------------------------------------- | --------------------------------------------------------------------------- |
| غير متنازع عليها | رسائل أصلية من تأليف بولس                 | - تسالونيكي 1 - غلاطية - كورنثوس 1 - كورنثوس 2 - فيلبي - فليمون - أهل رومية |
| متنازع عليها     | Deutero-Pauline epistles; ربما تكون أصلية | - الرسالة إلى أهل أفسس - الرسالة إلى أهل كولوسي - تسالونيكي 2               |
| متنازع عليها     | الرسائل الرعوية; ربما تكون غير أصلية      | - تيموثاوس 1 - تيموثاوس 2 - تيطس                                            |
| متنازع عليها     | موعظة مجهولة المؤلف; غير أصلية            | - الرسالة إلى العبرانيين                                                    |